# Oliver Blume (Manager)

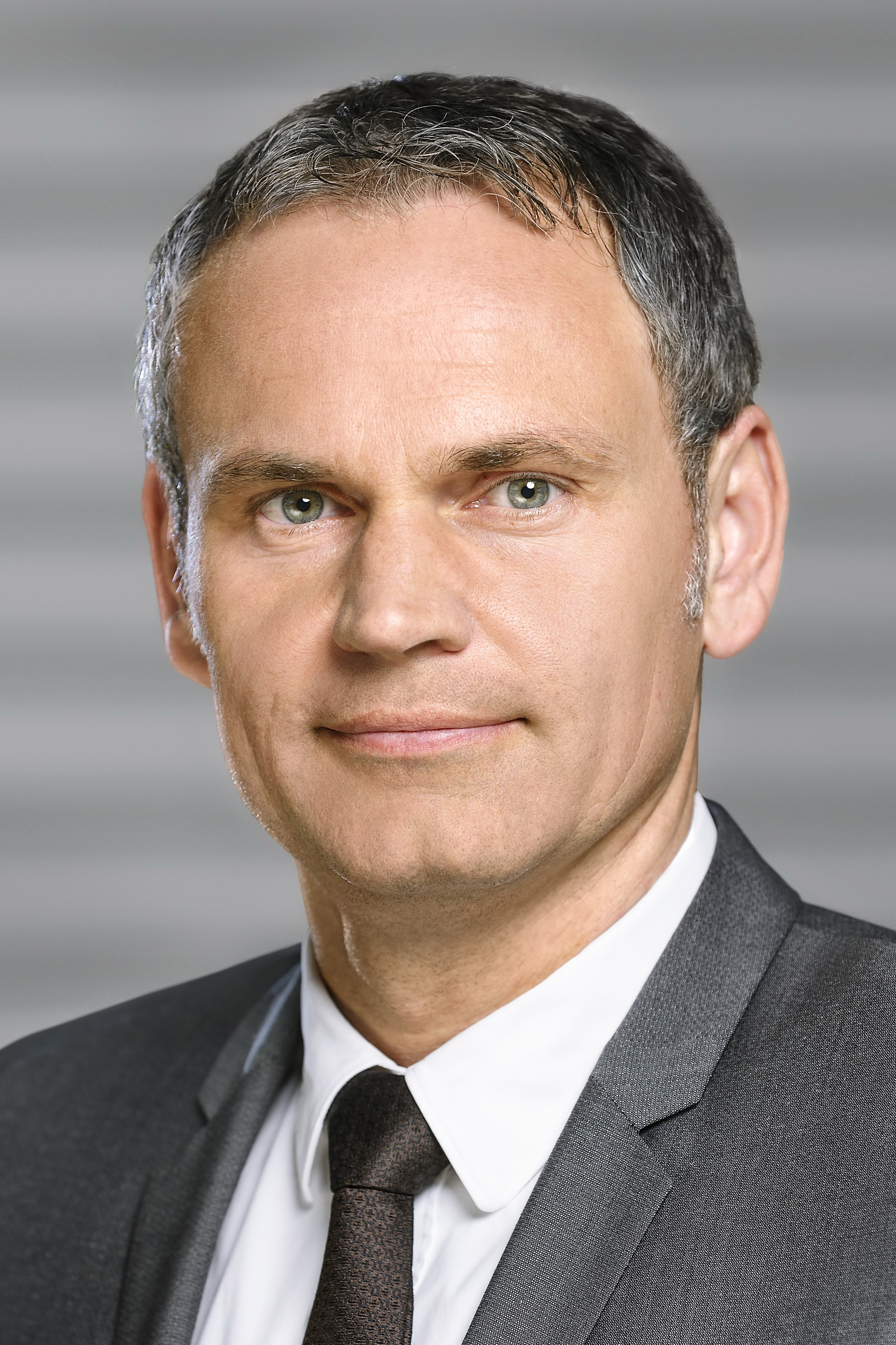
Oliver Blume (2013)

Oliver Ingo Blume (* 6. Juni 1968 in Braunschweig) ist ein deutscher Manager. Er ist Vorstandsvorsitzender der Dr. Ing. h. c. F. Porsche AG und der Volkswagen AG.

## Ausbildung
Seinem Abitur 1987 in Braunschweig folgte ein Maschinenbaustudium an der Technischen Universität in Braunschweig. 1994 absolvierte Blume ein internationales Trainee-Programm bei Audi.

## Werdegang

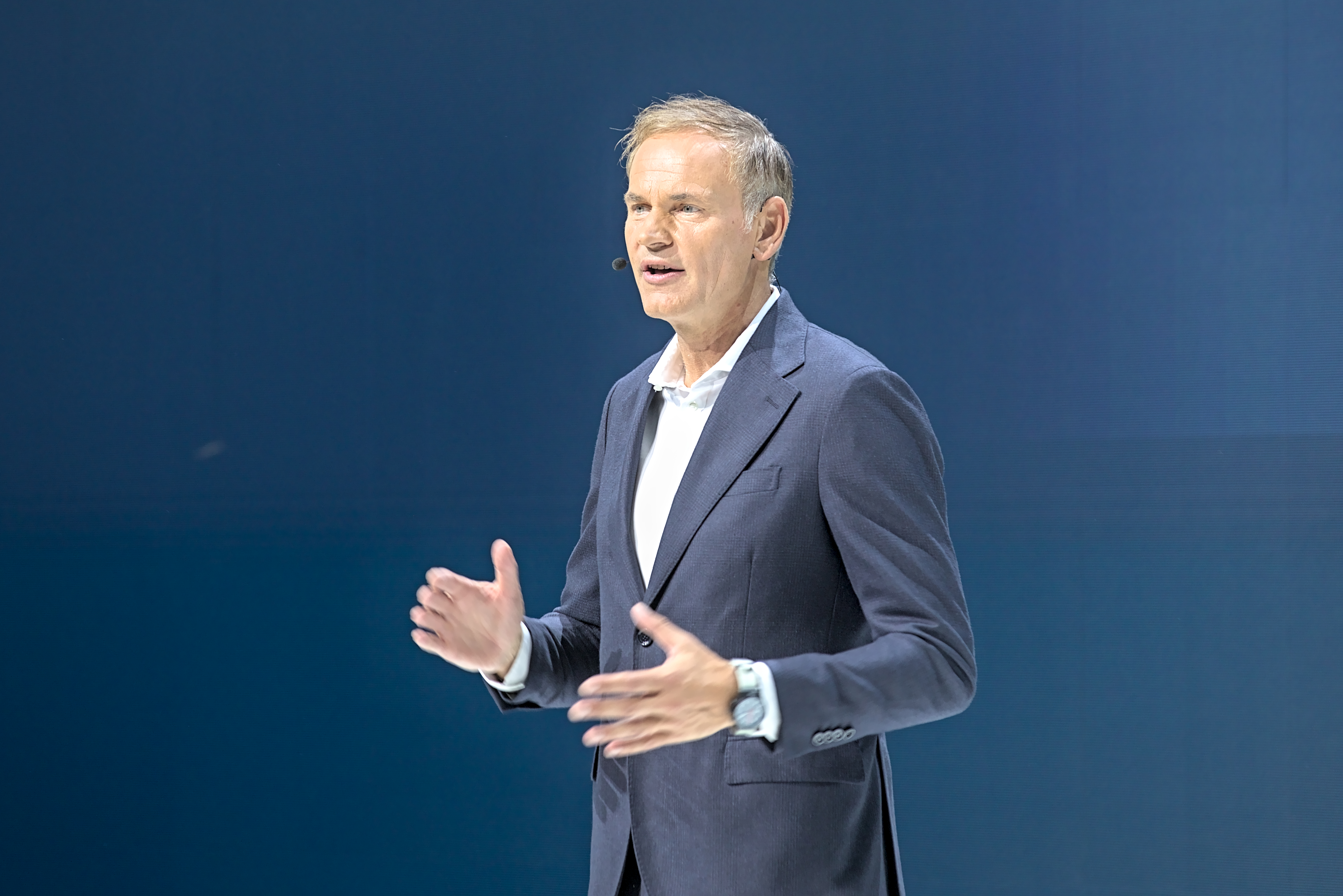
Oliver Blume (2023)

Mit 28 Jahren war er ab 1996 Planer für Karosseriebau und die Lackiererei bei Audi, drei Jahre später übernahm er dort die Verantwortung für den Karosseriebau des Audi A3 und weitere zwei Jahre später stieg er zum Vorstandsassistenten Produktion bei Audi auf. Er wurde im Bereich Fahrzeugtechnik promoviert. Fünf Jahre lang war Blume in der Produktionsplanung von Seat, weitere fünf Jahre bei der Marke Volkswagen.
2013 wurde Blume in den Vorstand der Volkswagen-Konzerntochter Porsche AG berufen und war dort für den Bereich Produktion und Logistik verantwortlich. Der Aufsichtsrat des Unternehmens berief ihn am 30. September 2015 zum Vorsitzenden des Vorstandes ab 1. Oktober 2015. Blume ersetzte Matthias Müller, der im Zuge der Abgasaffäre an die VW-Konzernspitze gerückt war. Nach dem Rücktritt von Herbert Diess übernahm Blume zum 1. September 2022 auch dessen Position als Vorstandsvorsitzender der Volkswagen AG. Am selben Tag kündigte er eine Verkleinerung des durch seinen Vorgänger auf 12 Sitze vergrößerten Vorstands auf 9 Mitglieder an.
Nach eigenen Aussagen stand Blume in der Frage der Weiterzulassung von Fahrzeugen mit E-Fuel-Betankung über das Jahr 2035 hinaus in enger Verbindung mit Christian Lindner. Dadurch kamen Vorwürfe auf, er habe die Koalitionsverhandlungen im Jahr 2021 beeinflusst. Sowohl das Bundesfinanzministerium als auch der Porschekonzern wiesen dies zurück.

## Positionen
Blume hat sehr früh die Fokussierung des Unternehmens auf Elektromobilität vorangetrieben. Auch die Beteiligung von Porsche an der ersten großtechnischen E-Fuel-Anlage in Chile ist von ihm favorisiert worden.

## Kritik
Blume stand in der Kritik, als er 2022 ein Werk von VW zusammen mit SAIC in der chinesischen Region Xinjiang verteidigte. Die chinesische Regierung unterdrückt dort die muslimische Minderheit der Uiguren systematisch und setzt sie als Zwangsarbeiter ein. Blume behauptete in einem Schreiben an den Weltkongress der Uiguren, die Präsenz von VW leiste einen positiven Beitrag zur Entwicklung der Region. Der Weltkongress reagierte mit starker Kritik auf diese Aussage, sie sei „an Zynismus gegenüber den Opfern des Genozids nicht mehr zu übertreffen“ (siehe auch: Volkswagen AG > Aktuelle Anspruchnahme von Zwangsarbeit des uigurischen Volkes in China).